# Schlumbergera
Schlumbergera é um gênero botânico da família cactaceae.

## Sinonímia
- Epiphyllanthus A.Berger
- Epiphyllum Pfeiff.
- Opuntiopsis Knebel
- Zygocactus K.Schum.
- Zygocereus Fric & Kreuz.

## Espécie
- Schlumbergera gaertneri
- Schlumbergera opuntioides
- Schlumbergera truncata
- Schlumbergera russelliana